# نايومي سيدني
نايومي سيدني (بالهولندية: Naomi Sedney) هي عداءة مسافات قصيرة هولندية ولدت في يوم 17 ديسمبر 1994 في مدينة زوترمير. أبرز إنجازاتها هو فوزها بالميدالية الذهبية في سباق 4*100 متر في بطولة أوروبا لألعاب القوى 2016 في أمستردام.